# Ilnacora divisa
Ilnacora divisa är en insektsart som beskrevs av Reuter 1876. Ilnacora divisa ingår i släktet Ilnacora och familjen ängsskinnbaggar. Inga underarter finns listade i Catalogue of Life.